# 絶対可憐チルドレン (アニメ)
『絶対可憐チルドレン』（ぜったいかれんチルドレン）は、椎名高志による漫画作品『絶対可憐チルドレン』を原作としたアニメ作品。OVA作品およびスピンオフのテレビアニメ『THE UNLIMITED 兵部京介』についても記する。

## テレビアニメ
2008年4月から2009年3月まで、テレビ東京系にて放送された。原作における小学生編をアニメ化している。『MÄR-メルヘヴン-』、『ハヤテのごとく!』と『週刊少年サンデー』原作のアニメが続く日曜朝10時枠での放送となった。椎名高志原作の漫画作品でテレビアニメ化されるのは、『GS美神』（ABC・東映動画（現：東映アニメーション）制作、テレビ朝日系）以来2作目、14年ぶり（コマーシャル等を除く）のアニメ化となった。

### スタッフ[1]
- 原作 - 椎名高志（小学館「少年サンデーコミックス」刊）
- 監督 - 川口敬一郎
- シリーズ構成 - 西園悟（第1話-第26話）、猪爪慎一（第27話-第51話、OVA）
- メインキャラクターデザイン  - 加々美高浩
- 美術デザイン (TV) - 比留間崇
- サブキャラクターデザイン - 西尾公伯
- メインメカニックデザイン (TV) - 松本秀幸
- プロップデザイン - 今野幸一
- 美術監督 (TV) - 椋本豊
- 色彩設計 (TV) - なかむらちほ
- 撮影監督 (TV) - 坪内弘樹
- 編集 (TV) - 小野寺桂子
- 音響監督 (TV) - 松岡裕紀
- 音楽プロデューサー - 田中統英 (TV、OVA)、川口真司 (TV)
- 音楽 - 中川幸太郎
- アニメーションプロデューサー (TV) - 桜井涼介
- アニメーション制作 - SynergySP
- プロデューサー (TV) - 岩田伸一、古市直彦
- 製作 (TV) - テレビ東京、小学館集英社プロダクション
- 発売 (OVA) - 小学館、ジェネオン・ユニバーサル・エンターテイメント

### 主要キャスト
- 明石薫 - 平野綾
- 野上葵 - 白石涼子
- 三宮紫穂 - 戸松遥
- 皆本光一 - 中村悠一
- 賢木修二 - 谷山紀章
- 蕾見不二子 - ゆかな
- 桐壺帝三 - 小杉十郎太
- 柏木朧 - 浅野真澄
- 谷崎一郎 - 家中宏
- 梅枝ナオミ - 藤村歩
- 宿木明 - 大浦冬華
- 犬神初音 - 清水愛
- 常磐奈津子 - 中尾衣里
- 野分ほたる - 佐藤利奈
- 兵部 京介 -  遊佐浩二
- 桃太郎、筑紫澪 - 釘宮理恵

### 主題歌
発売元はいずれもジェネオン。ただし、TVアニメ時：ジェネオンエンタテインメント→OVA時：ジェネオン・ユニバーサルと社名が変更されている。
- 表中では以下の略号を用いる。
  - TV：テレビアニメ、OP：オープニング、ED：エンディング

| 区分  | 区分   | 区分              | 曲名                | 歌                                                                 | 作詞                | 作曲     | 編曲      | 備考                                                                |
|       |        | 使用話数          | 曲名                | 歌                                                                 | 作詞                | 作曲     | 編曲      | 備考                                                                |
| ----- | ------ | ----------------- | ------------------- | ------------------------------------------------------------------ | ------------------- | -------- | --------- | ------------------------------------------------------------------- |
| T V   | OP     | 1- 26             | Over The Future     | 可憐Girl's                                                         | 六ツ見純代          | 佐伯高志 | m-takeshi | 40話では挿入歌として使用。 51話エピローグにフルバージョンで使用。   |
| T V   | OP     | 27 - 51、SP       | MY WINGS            | 可憐Girl's                                                         | 人萌乎              | 前口渉   | 前口渉    | 29・50話ではOPと挿入歌で使用。 46話では「ザ・チルドレン」が歌った。 |
| T V   | ED     | 1 - 13、46        | 絶対love×love宣言!! | ザ・チルドレン starring 平野綾&白石涼子&戸松遥                     | 渡邊亜希子 葉月ゆら | 江並哲志 | 前口渉    | 46話では可憐Girl'sが歌った。                                        |
| T V   | ED     | 14 - 26、SP       | DATTE 大本命        | ザ・チルドレン starring 平野綾&白石涼子&戸松遥                     | 人萌乎              | 前口渉   | 前口渉    |                                                                     |
| T V   | ED     | 27 - 39           | Break+Your+Destiny  | 兵部京介vs皆本光一with賢木修二 starring 遊佐浩二+中村悠一+谷山紀章 | 六ツ見純代          | 渡辺翔   | 増田武史  | 39話のみBメロ歌詞。                                                 |
| T V   | ED     | 40 - 50 ※46を除く | 早春賦              | ザ・チルドレン starring 平野綾&白石涼子&戸松遥                     | 六ツ見純代          | 磯部篤子 | 前口渉    | 51話でピアノ版を挿入歌として使用。                                  |
| O V A | 主題歌 | 主題歌            | ☆Seventh★Heaven☆    | ザ・チルドレン starring 平野綾&白石涼子&戸松遥                     | 六ツ見純代          | okky     | 前口渉    |                                                                     |
| O V A | 挿入歌 | 挿入歌            | …Out of control…    | 可憐GUY's starring 中村悠一 and 谷山紀章 also 遊佐浩二             | 六ツ見純代          | 渡辺拓也 | 増田武史  |                                                                     |

### 各話リスト
DVD列はDVDの収録巻を示す。
| 話数 | サブタイトル                               | 脚本              | 絵コンテ         | 演出             | 作画監督               | DVD | 放送日        |
| ---- | ------------------------------------------ | ----------------- | ---------------- | ---------------- | ---------------------- | --- | ------------- |
| 1    | 絶対可憐! その名はザ・チルドレン           | 西園悟            | 川口敬一郎       | 川口敬一郎       | 相坂ナオキ 沼田誠也    | 01  | 2008年 4月6日 |
| 2    | 高枕無憂! バベルの塔はそびえたつ           | 西園悟            | 川口敬一郎       | 加藤茂           | 小野田寛之             | 01  | 4月13日       |
| 3    | 悪木盗泉! エスパーはつらいよ               | 西園悟            | 佐野隆史         | 橋口洋介         | 秋谷有紀恵 大庭小枝    | 02  | 4月20日       |
| 4    | 柳暗花明! いけいけ♥ プリティ女子高生       | ふでやすかずゆき  | 川口敬一郎       | 川口敬一郎       | 西尾公伯               | 02  | 4月27日       |
| 5    | 油断大敵! フツー入ってこないよね           | 西園悟            | こでらかつゆき   | 渡辺正彦         | 松本朋之               | 02  | 5月4日        |
| 6    | 喧嘩上等! クラスメイトの目の前で…!?        | 赤星政尚          | ワタナベシンイチ | ワタナベシンイチ | 藤崎賢二 中島渚        | 02  | 5月11日       |
| 7    | 平々凡々! しばられたチルドレン             | 西園悟            | 佐野隆史         | 則座誠           | 石丸賢一               | 03  | 5月18日       |
| 8    | 兵部京介! あ、出ちゃったの?                | 西園悟            | 石井久志         | 加藤茂           | 小野田寛之             | 03  | 5月25日       |
| 9    | 容姿端麗! あたしたちがオトナに!?           | ふでやすかずゆき  | 川口敬一郎       | 川口敬一郎       | 近藤優次               | 03  | 6月1日        |
| 10   | 釜中之魚! いそげバベル2!!                  | 赤星政尚          | ワタナベシンイチ | ワタナベシンイチ | 玉川明洋               | 03  | 6月8日        |
| 11   | 露天風呂! 湯けむりに光る目                 | ふでやすかずゆき  | 川口敬一郎       | 川口敬一郎       | 西尾公伯               | 04  | 6月15日       |
| 12   | 前途遼遠! 日本の未来をテレポート!!         | 赤星政尚          | 佐野隆史         | 橋口洋介         | 秋谷有紀恵 大庭小枝    | 04  | 6月22日       |
| 13   | 家庭崩壊? ゴクラク大作戦!!                 | ふでやすかずゆき  | 寺岡巌           | 渡辺正彦         | 松本朋之               | 04  | 6月29日       |
| 14   | 頭脳明晰!? チルドレンはメイ探偵            | 白根秀樹 西園悟   | 佐野隆史         | 櫛引康史         | 藤崎賢二               | 04  | 7月6日        |
| 15   | 金科玉条! 逃げちゃダメ!!                   | 西園悟            | こでらかつゆき   | 緒方隆秀         | 小野田貴之             | 05  | 7月13日       |
| 16   | 一諾千金! 遠い日の思い出…                  | 西園悟            | こでらかつゆき   | ワタナベシンイチ | 玉川明洋               | 05  | 7月20日       |
| 17   | 弱肉強食! 食べちゃうゾ♪                    | 赤星政尚          | 川口敬一郎       | 川口敬一郎       | 近藤優次               | 05  | 7月27日       |
| 18   | 熱愛発覚! チルドレン解散の危機!            | 山口亮太          | ワタナベシンイチ | 橋口洋介         | 秋谷有紀恵 大庭小枝    | 05  | 8月3日        |
| 19   | 暴走天使! ウチのナオミにかぎって…!         | ふでやすかずゆき  | 川口敬一郎       | 藤本ジ朗         | 藤崎賢二 西尾公伯      | 06  | 8月10日       |
| 20   | 超獣戯画! 時にはケダモノのように…          | ふでやすかずゆき  | こでらかつゆき   | 渡辺正彦         | 松本朋之               | 06  | 8月17日       |
| 21   | 器用貧乏! 彼は何で怒ったか!?               | ふでやすかずゆき  | ワタナベシンイチ | ワタナベシンイチ | 玉川明洋               | 06  | 8月24日       |
| 22   | 孟母三遷! 皆本、凶弾に散る!?               | 赤星政尚          | こでらかつゆき   | 楠本巨樹         | 若山政志               | 06  | 8月31日       |
| 23   | 急転直下! 奪われちゃった…!                 | 福田裕子          | 佐野隆史         | 石田暢           | 繁田享 福島豊明        | 07  | 9月7日        |
| 24   | 専業主夫! 洗われちゃった…!                 | 福田裕子          | 川口敬一郎       | 川口敬一郎       | 近藤優次               | 07  | 9月14日       |
| 25   | 安産祈願! こんにちは、赤ちゃん             | ふでやすかずゆき  | 佐野隆史         | 浅見松雄         | 秋谷有紀恵 大庭小枝    | 07  | 9月21日       |
| 26   | 予知改変? 未来は踊る!                      | 猪爪慎一          | こでらかつゆき   | 関田修           | 藤崎賢二               | 07  | 9月28日       |
| 27   | 宣戦布告! パンドラからの挑戦状             | 猪爪慎一          | 川口敬一郎       | 池畠博C          | 小田裕康               | 08  | 10月5日       |
| 28   | 羞月閉花! 蕾見チュー意報                   | 福田裕子          | 佐野隆史         | 渡辺正彦         | 松本朋之               | 08  | 10月12日      |
| 29   | 手練手管! 天国に一番近い海                 | ふでやすかずゆき  | ワタナベシンイチ | 緒方隆秀         | 小野田貴之             | 09  | 10月19日      |
| 30   | 呉越同舟! ご金庫破りは計画的に             | 猪爪慎一          | ワタナベシンイチ | ワタナベシンイチ | 玉川明洋               | 09  | 10月26日      |
| 31   | 世界遺産! ほな、京都に行こか!              | 赤星政尚          | 川口敬一郎       | 川口敬一郎       | 近藤優次               | 09  | 11月2日       |
| 32   | 珍味佳肴! タッチ・ミー・イフ・ユー・キャン | 福田裕子          | 佐野隆史         | 内山まな         | 秋谷有紀恵 大庭小枝    | 09  | 11月9日       |
| 33   | 秋之行楽! ランチボックスは藪の中           | 猪爪慎一          | こでらかつゆき   | 関田修           | 岩佐裕子 藤崎賢二      | 10  | 11月16日      |
| 34   | 朝蝿暮蚊! 皆本が手をする足をする!?         | ふでやすかずゆき  | こでらかつゆき   | 渡辺正彦         | 松本朋之               | 10  | 11月23日      |
| 35   | 多情多恨! 初音の家出                       | 赤星政尚          | ワタナベシンイチ | 橋口洋介         | 長森佳容 玉川明洋      | 10  | 11月30日      |
| 36   | 男子禁制! 天使たちの午後                   | ふでやすかずゆき  | 佐野隆史         | 緒方隆秀         | 小野田貴之             | 10  | 12月7日       |
| 37   | 強敵来襲! ブラック・ファントム             | 猪爪慎一          | 川口敬一郎       | 池畠HIRO史       | 長森佳容 新井淳 雨宮哲 | 11  | 12月14日      |
| 38   | 胡蝶之夢! ドリームメイカー                 | 猪爪慎一          | 川口敬一郎       | 川口敬一郎       | 近藤優次               | 11  | 12月21日      |
| 39   | 夢幻泡影! サイコダイバーズ                 | 猪爪慎一          | 川口敬一郎       | 関田修           | 岩佐裕子 藤崎賢二      | 11  | 12月28日      |
| SP   | 大盤振舞! 奈津子とほたるのバベル通信       | 猪爪慎一          | 川口敬一郎       | 川口敬一郎       | -                      | 14  | 2009年 1月4日 |
| 40   | 蕾見山荘! 突入せよ!                        | ふでやすかずゆき  | ワタナベシンイチ | 古谷田順久       | 大庭小枝               | 11  | 1月11日       |
| 41   | 比翼連理! 国王陛下のチルドレン             | 福田裕子          | 佐藤雅子         | 渡辺正彦         | 松本朋之               | 12  | 1月18日       |
| 42   | 合体問題! ファンタスティック・トイ         | ふでやすかずゆき  | こでらかつゆき   | 橋口洋介         | 玉川明洋               | 12  | 1月25日       |
| 43   | 合縁奇縁! キャロライン、運命の再会         | 赤星政尚 猪爪慎一 | 川口敬一郎       | 緒方隆秀         | 岩佐裕子 田辺謙司      | 12  | 2月1日        |
| 44   | 愛別離苦! キャリー、永遠の別れ             | 赤星政尚 猪爪慎一 | 川口敬一郎       | 川口敬一郎       | 近藤優次               | 12  | 2月8日        |
| 45   | 天賦自然! ギフト・オブ・チルドレン         | 福田裕子          | ワタナベシンイチ | 関田修           | 長森佳容 藤崎賢二      | 13  | 2月15日       |
| 46   | 疑心暗鬼! その通りになるのです帳           | 福田裕子          | こでらかつゆき   | 中野英明         | 西尾公伯               | 13  | 2月22日       |
| 47   | 一場春夢! 明日の想い出                     | 猪爪慎一          | 佐野隆史         | 渡辺正彦         | 松本朋之               | 13  | 3月1日        |
| 48   | 理力騒然! 見えざる脅威                     | ふでやすかずゆき  | ワタナベシンイチ | ワタナベシンイチ | 玉川明洋               | 13  | 3月8日        |
| 49   | 有為転変! えっ、皆本が!?                   | 猪爪慎一          | 川口敬一郎       | 緒方隆秀         | 岩佐裕子 田辺謙司      | 14  | 3月15日       |
| 50   | 一意奮闘! オーバー・ザ・フューチャー       | 猪爪慎一          | 川口敬一郎       | 川口敬一郎       | 近藤優次               | 14  | 3月22日       |
| 51   | 桜花爛漫! じゃあまたね                     | 猪爪慎一          | 川口敬一郎       | 橋口洋介         | 藤崎賢二 加々美高浩    | 14  | 3月29日       |
| OVA  | 愛多憎生! 奪われた未来?                    | 猪爪慎一          | 川口敬一郎       | 川口敬一郎       | 加々美高浩             |     | -             |

### 放送局
| 放送地域       | 放送局             | 放送期間                                                | 放送日時                                        | 放送系列              | 備考                                 |
| -------------- | ------------------ | ------------------------------------------------------- | ----------------------------------------------- | --------------------- | ------------------------------------ |
| 関東広域圏     | テレビ東京         | 2008年4月6日 - 2009年3月29日                            | 日曜 10:00 - 10:30                              | テレビ東京系列        | 製作局                               |
| 北海道         | テレビ北海道       | 2008年4月6日 - 2009年3月29日                            | 日曜 10:00 - 10:30                              | テレビ東京系列        | 同時ネット                           |
| 愛知県         | テレビ愛知         | 2008年4月6日 - 2009年3月29日                            | 日曜 10:00 - 10:30                              | テレビ東京系列        | 同時ネット                           |
| 大阪府         | テレビ大阪         | 2008年4月6日 - 2009年3月29日                            | 日曜 10:00 - 10:30                              | テレビ東京系列        | 同時ネット                           |
| 岡山県・香川県 | テレビせとうち     | 2008年4月6日 - 2009年3月29日                            | 日曜 10:00 - 10:30                              | テレビ東京系列        | 同時ネット                           |
| 福岡県         | TVQ九州放送        | 2008年4月6日 - 2009年3月29日                            | 日曜 10:00 - 10:30                              | テレビ東京系列        | 同時ネット                           |
| 大分県         | 大分朝日放送       | 2008年4月19日 - 2009年5月2日                            | 土曜 6:00 - 6:30                                | テレビ朝日系列        | [ 注 4 ]                             |
| 静岡県         | 静岡朝日テレビ     | 2008年4月19日 - 2009年3月28日 2009年4月11日 - 5月16日   | 土曜 7:00 - 7:30 土曜 6:45 - 7:15               | テレビ朝日系列        |                                      |
| 新潟県         | テレビ新潟         | 2008年4月20日 - 2009年5月3日                            | 日曜 1:50 - 2:20（土曜深夜）                    | 日本テレビ系列        |                                      |
| 日本全域       | AT-X               | 2008年4月20日 - 2009年4月12日                           | 日曜 7:30 - 8:00                                | CS放送                | リピート放送あり                     |
| 高知県         | テレビ高知         | 2008年4月24日 - 2009年4月23日                           | 木曜 16:24 - 16:54                              | TBS系列               |                                      |
| 鹿児島県       | 鹿児島テレビ       | 2008年4月27日 - 2009年4月26日                           | 日曜 6:15 - 6:45                                | フジテレビ系列        | 前番組であるハヤテのごとくは未放送。 |
| 石川県         | テレビ金沢         | 2008年4月28日 - 2009年4月20日                           | 月曜 15:53 - 16:23                              | 日本テレビ系列        |                                      |
| 日本全域       | BSジャパン         | 2008年5月1日 - 2009年4月23日                            | 木曜 19:30 - 20:00                              | テレビ東京系列 BS放送 |                                      |
| 滋賀県         | びわ湖放送         | 2008年5月2日 - 2009年5月8日                             | 金曜 17:15 - 17:45                              | 独立UHF局             |                                      |
| 鳥取県・島根県 | 日本海テレビ       | 2008年5月3日 - 2009年5月2日                             | 土曜 5:00 - 5:30                                | 日本テレビ系列        |                                      |
| 岩手県         | 岩手めんこいテレビ | 2008年5月21日 - 2009年5月20日                           | 水曜 16:54 - 17:24                              | フジテレビ系列        |                                      |
| 青森県         | 青森朝日放送       | 2008年6月2日 - 2009年3月26日 2009年4月3日 - 5月8日      | 月曜 16:00 - 16:30 金曜 15:55 - 16:25           | テレビ朝日系列        |                                      |
| 秋田県         | 秋田テレビ         | 2008年6月10日 - 2009年4月14日 2009年4月23日 - 6月18日]] | 火曜 16:23 - 16:53 木曜 14:05 - 14:35           | フジテレビ系列        |                                      |
| 長野県         | 長野放送           | 2008年6月17日 - 2009年5月19日                           | 火曜 15:30 - 16:00                              | フジテレビ系列        |                                      |
| 愛媛県         | 南海放送           | 2008年6月23日 - 2009年5月11日                           | 月曜 15:53 - 16:21                              | 日本テレビ系列        |                                      |
| 日本全域       | キッズステーション | 2008年7月4日 - 2009年7月3日                             | 金曜 17:00 - 17:30                              | CS放送                | リピート放送あり                     |
| 宮城県         | 東日本放送         | 2008年7月23日 - 2009年4月8日 2009年4月12日 - 7月26日    | 水曜 15:54 - 16:24 日曜 5:20 - 5:50             | テレビ朝日系列        |                                      |
| 山口県         | テレビ山口         | 2008年8月11日 - 2009年4月6日 2009年4月18日 - 8月15日    | 月曜 16:25 - 16:55 土曜 2:24 - 2:54（金曜深夜） | TBS系列               | [ 注 5 ]                             |
| 広島県         | 広島ホームテレビ   | 2008年9月13日 - 2009年4月18日 2009年4月30日 - 9月24日   | 土曜 6:30 - 7:00 木曜 1:46 - 2:16（金曜深夜）   | テレビ朝日系列        |                                      |

### DVD
TVシリーズは2008年8月より全14巻で発売された。発売元：小学館、販売元：ジェネオン エンタテインメント。また、先行レンタル版が2008年4月下旬よりレンタルビデオ店にある。内容は第1話（ただしレターボックス収録）、及び『東京国際アニメフェア '2008』でのイベント映像、主要声優（平野綾、白石涼子、戸松遥、中村悠一）によるインタビュー映像。初回生産分限定封入特典としてDVDオリジナルキャラクタートランプ（4枚）と全巻購入特典 応募権を封入する。
1. 絶対可憐チルドレン01（GNBA-7581、2008年8月22日）
  - 予約特典は「絶対可憐チルドレン 永久保存!DVD発売記念記念のDVD!!」。
2. 絶対可憐チルドレン02（GNBA-7582、2008年9月26日）
3. 絶対可憐チルドレン03（GNBA-7583、初回版：GNBA-7595、2008年10月24日、第7話-第10話収録）
4. 絶対可憐チルドレン04（GNBA-7584、2008年11月21日）
5. 絶対可憐チルドレン05（GNBA-7585、2008年12月26日）
6. 絶対可憐チルドレン06（GNBA-7586、2009年1月23日）
7. 絶対可憐チルドレン07（GNBA-7587、2009年2月25日）
8. 絶対可憐チルドレン08（GNBA-7588、2009年3月25日）
9. 絶対可憐チルドレン09（GNBA-7589、初回版：GNBA-7596、2009年4月24日発売）
10. 絶対可憐チルドレン10（GNBA-7590、2009年5月22日）
11. 絶対可憐チルドレン11（GNBA-7591、2009年6月24日）
12. 絶対可憐チルドレン12（GNBA-7592、2009年7月24日）
13. 絶対可憐チルドレン13（GNBA-7593、2009年8月21日）
14. 絶対可憐チルドレン14（GNBA-7594、2009年9月18日）

### OVA[2]
『絶対可憐チルドレン 〜愛多憎生!奪われた未来?〜』（ぜったいかれんチルドレン 〜あいたぞうせい!うばわれたみらい?〜）のタイトルで2010年7月16日発売。キャスト・スタッフなどは多くがテレビアニメより引き継がれている。『週刊少年サンデー』2010年6号にて中学生編OVAの制作が発表。「黒い幽霊」に洗脳された皆本とチルドレンが敵対するという、原作とは異なる完全オリジナルストーリーで製作された。2010年4月16日発売のコミックス第21巻DVD付限定版には予告編が収録。作者の椎名も中学教師役として出演している。ケータイサイトのアナザーセンスでもスピンオフを配信。

### 少年サンデーCM劇場
2008年1月より、CM形態として放送されていた。

## THE UNLIMITED 兵部京介
スピンオフ作品である『THE UNLIMITED 兵部京介』（ジ・アンリミテッド ひょうぶきょうすけ）が、2013年1月から3月までテレビ東京系にて放送された。『サンデー』誌上では「2013サンデーアニメプロジェクト」の第2弾として発表されている。『週刊少年サンデーS』2013年5月号から2015年9月号まで、大柿ロクロウによる漫画版が連載された。
アルバム『UNLIMITED ∞』が評判になったことから兵部京介を主人公としたオリジナルストーリーとして制作された。原作者の椎名がアドバイザーおよびアイデアマンとして脚本会議に毎回出席している。原作冒頭漫画で中学生編の前のエピソードであることが明かされており（ただし直接の繋がりはないパラレルワールドの物語である）、アンディ・ヒノミヤやユウギリが今後原作に登場するかは言葉を濁している。

### 主人公とアニメオリジナル登場人物
兵部京介以外の原作登場人物の設定は、「B.A.B.E.L.」および「絶対可憐チルドレンの登場人物」を参照。
兵部京介
声 - 遊佐浩二  / 平野綾（子供時代）
主人公。パンドラのリーダー。
本作オリジナルの設定として、「解き放て、アンリミテッド」と唱え学生服の襟章（リミッター）を回すことで能力のリミッターを解除し「アンリミテッドモード」と呼ばれる姿になり、その戦闘力はザ・チルドレンのトリプルブーストさえ凌ぐほどだが、代償として肉体に大きな負担がかかるため長時間維持することはできない。リミッターを再度発動する際には「時よ、永遠に止まれ」と唱える。
詳細は「絶対可憐チルドレンの登場人物#P.A.N.D.R.A」参照。
アンディ・ヒノミヤ
声 - 諏訪部順一
もう一人の主人公。左眼が金色の瞳のオッドアイになっている日系人の青年。エスパー刑務所デッドロックに囚人として収容されていたが、兵部が同所を脱走した際に同道し、そのままパンドラに加入することとなる。その正体はUSEI（合衆国ESP捜査局）所属の潜入捜査官であり、パンドラに潜入し「伊-八號」の脳を回収することが真の目的であった。
能力はESP無効化であり、自分の周囲のESP発動を無効化するとともに、相手エスパーに直接接触して強い念波を送ると対象のESP使用を一定時間封印することが可能。能力の効果範囲は通常時1〜3m程度で、ヒノミヤ本人にストレスを与えることで拡大する。頭蓋骨の左目部分に通信可能なバイオチップを埋め込まれている。パンドラ加入後は、兵部からもらったペンダント型のリミッターを与えられる。
その特異な能力ゆえ、エスパーにもノーマルにもなれないという人生を送っており、能力を誇示する対象とされ続けたことから特にエスパーを嫌っている。合衆国のハイスクールを卒業後は軍に所属していたが馴染めず退役後、能力を見込んだアランにスカウトされUSEIに入局する。自身の能力に攻撃力が薄いため、軍隊時代に身につけた銃の扱いや軍隊格闘により戦い、USEIの無人マシン複数を圧倒する戦闘力を有するものの技術がほぼ教科書通りであるため、皆本と兵部に素性を見抜かれることとなった。
兵部には正体を見抜かれた上であえてパンドラに加えられたが、潜入活動の中パンドラや兵部の真意について葛藤することとなる。パンドラが日本でバベルと接触したことで任務達成のチャンスが訪れ、バベルの作戦に乗じてカタストロフィ号中枢部に乗り込み任務を達成。しかし合衆国がユウギリを確保することに抵抗したため、アランに見限られUSEIを追われる。
その後は蕾見に助けられチルドレンの協力でバイオチップも除去してもらう。更に兵部やパンドラの面々とも和解して早乙女の野望を砕くために奔走。最終的にユウギリの暴走を抑えた代償で自らの能力を暴走させてしまった兵部を己の能力で救い、事態の終息をもたらした。一連の事件が終わった後は、別れを惜しむ仲間たちを尻目にパンドラを離れ、独り流離いの旅に出ることを決意。兵部にリミッターを返却しようとするも「名誉会員」の名目で突き返され、彼の意図を察してリミッターを所持したまま旅立った。
アニメと同時期にさぷりめんとに登場。その後、本編にも逆輸入される形で登場している。本編ではソフィーの部下として財団の一員として登場。
原作を知らない視聴者に世界設定を説明するために制作されたキャラクター。
ユウギリ
声 - 東山奈央
デッドロックにサンプルとして捕らえられていた少女。高レベルの精神感応や催眠などを持つ。自分の能力を制御しきれておらず、ストレスによって能力を暴走させかけてしまうことがある。
死の商人とも言われる非合法組織によって作られた実験体で、ある強力なエスパーの兄妹を母体に製造されたクローンのプロトタイプ。識別のために首筋にバーコードが刻印されている。
モナーク王国出身で、自分を作った組織の施設を自分の能力の暴走によって壊滅させてしまったあと、ソフィ王女の支援する児童養護施設に身を寄せていたが再び自らの能力で周りの人々を巻き込むことを恐れ施設から脱走し、そこをパンドラに拾われた経緯を持つ。その後デッドロックの施設に捕らえられるに至る何らかの事件があったと思われる。
内気で人見知りをする性格で、パンドラ内でも兵部の言うことしか聞かなかったが、後に自分の能力暴走をカバーしたヒノミヤに心を開くようになる。
ヒノミヤが伊-八號の能力を無効化したことによってカタストロフィ号に乗り込んできたUSEIに捕らえられ、早乙女によって洗脳をかけられる。その後伊-八號の予知を覆しエスパーが管理される社会を作り上げる早乙女の計画のために親エスパー派の新ニューヨーク市市長就任式の場に現れ、催眠能力を用いニューヨーク市全域を混乱に陥れる。
催眠で相手の能力の暴走させることによって蕾見やパンドラの超能力者達、兵部をも苦しめるが兵部が能力を開放したことにより洗脳を解かれる。その後自身の能力を制御出来なくなってしまった兵部を止めるためにヒノミヤと共に兵部の能力を止めるために立ち上がり兵部を止めることに成功する。
事件の後、ヒノミヤが去ってしまった後もパンドラに残り兵部と共に行動する。作者ブログによると漫画で描かれないところで虐待される超能力者を救うために奔走しているらしい。
アニメと同時期にさぷりめんとに登場。その後、本編にも逆輸入される形で登場している。本編ではユウリのクローンとの関連性を示唆されている。
当初は登場する予定はなかったが、ヒロイン格のキャラクターが存在しなかったことから設定された。
アラン・ウォルシュ
声 - 楠大典
ヒノミヤをスカウトしたUSEI捜査局員で、早乙女の指揮の下カタストロフィ号殲滅を狙う。ヒノミヤの直属の上司であり、彼の左眼を介した通信によりパンドラの内情報告を受けている。USEI本部に乗り込んだ兵部を自身もろとも殺そうとしたが、ESPジャマーを破壊されアランのみ無人マシンに射殺される。
カーン
声 - 廣田行生
エスパー刑務所デッドロックの所長。裏で捕らえたエスパーを新兵器開発の為の実験台にしていたが、ユウギリへの非道な仕打ちが兵部にばれて爆殺され、彼の後ろ盾と思われる軍事政権もパンドラの策略によって壊滅した。
エスパー兵士
声 - 藤原貴弘
カーンが様々な超能力実験を基に開発した人工エスパー。テレポートと予知能力を持ち、体内に取り込んだ桃太郎の空気の塊を誘導弾として使用する能力も使用する。
製作者のカーンは超度7に相当すると豪語するが、兵部のアンリミテッドモードに敗れ、彼を開発する為の生贄になったエスパー達への鎮魂を込めた念動によって粉々にされた（ただし、取り込まれた桃太郎は無事生還）。
カルロ・マルディーニ
声 - 山路和弘
マフィア・マルディーニファミリーのボスの高レベルエスパー。兵部とは半世紀以来の旧知であるものの、取引に乗じて彼を始末しようとしたため、粛清される。
兵部と出会ったのは1942年占領下のウィーン。当時の兵部は准尉、カルロは少佐だった。
ソフィー・グレース
声 - 名塚佳織
モナーク王国の王女。エスパーとの共存を求める慈善家でもあり、かつてユウギリがいた児童養護施設にも支援していた。彼女の暗殺の予知を知ったユウギリの願いでパンドラが誘拐する。彼女の方もユウギリのことを覚えており、ずっと気にかけていた。ユウギリと共に生きることを望むも、当の彼女がパンドラの仲間たちと一緒に生きる道を選んだことを察して断念し、兵部に託した。極めて慈悲深く器の大きい人物であり、普通人には一片の敬意を抱かない兵部ですらユウギリの守護を託された際に敬意を以て礼儀正しく応じた。
アニメの終了時期にさぷりめんとに登場。その後、本編にも逆輸入される形で登場している。本編ではヒノミヤを部下に財団という組織を動かしている。

### キャスト
- 兵部京介 - 遊佐浩二  / 平野綾（子供時代）
- アンディ・ヒノミヤ - 諏訪部順一
- ユウギリ - 東山奈央
- 真木司郎 - 落合弘治 / 比嘉久美子（子供時代）
- 加納紅葉 - 大原さやか
- 藤浦葉 - 羽多野渉
- 桃太郎 - 釘宮理恵
- マッスル大鎌 - 三宅健太
- パティ・クルー - 小林沙苗
- 明石薫 - 平野綾
- 野上葵 - 白石涼子
- 三宮紫穂 - 戸松遥
- 蕾見不二子 - ゆかな
- 柏木朧 - 浅野真澄
- 賢木修二 - 谷山紀章
- 皆本光一、予告ナレーション - 中村悠一
- 伊・八號 - 江口拓也
- 伊・九號 - 布施川一寛
- 早乙女英治 - 森功至
- 兵部博士 - 堀内賢雄
- 蕾見男爵  - 星野充昭
- 志賀タダシ  - 小松史法
- 宇津美清司郎 - 坪井智浩
- 犬神初 - 峯暢也
- 宿木明夫  - 箭内仁
- 夏見イワオ - 金光宣明
- 菊池カンジ - 里卓哉
- 芥リュウ - 小山剛志
- アラン・ウォルシュ - 楠大典
- カルロ・マルディーニ - 山路和弘
- ソフィー・グレース - 名塚佳織

### スタッフ（スピンオフ）[7]
- 原作 - 椎名高志「絶対可憐チルドレン」より 小学館「週刊少年サンデー」連載中
- 監督 - 五十嵐紫樟
- シリーズ構成 - 猪爪慎一
- キャラクターデザイン・総作画監督 - たかぎじゅん
- メカニックデザイン - 寺岡賢司
- 色彩設計 - 岩沢れい子
- 美術監督 - 舘藤健一
- 撮影監督 - 元木洋介
- 編集 - 坂本久美子
- 音響監督 - 長崎行男
- 音楽 - 中川幸太郎
- アニメーションプロデューサー - 河内山隆、富永禎彦
- プロデューサー - 村松紗也子、松田章男
- アニメーション制作 - マングローブ
- 制作 - ジェネオン・ユニバーサル・エンターテイメント
- 製作 - UNLIMITED Partners（ジェネオン・ユニバーサル・エンターテイメント、テレビ東京、小学館）

### 主題歌（スピンオフ）
| 区分   | 使用話数      | 曲名                                    | 歌                                                                 | 作詞       | 作曲     | 編曲     |
| ------ | ------------- | --------------------------------------- | ------------------------------------------------------------------ | ---------- | -------- | -------- |
| OP     | 1 - 3、11、12 | LΛST RESOLUTION（English ver.）         | Emblem of THE UNLIMITED                                            | 六ツ見純代 | 増田武史 | 増田武史 |
| OP     | 4 - 10        | LΛST RESOLUTION（Japanese ver.）        | Emblem of THE UNLIMITED                                            | 六ツ見純代 | 増田武史 | 増田武史 |
| ED     | 1 - 3、5、12  | OUTLAWS                                 | eyelis                                                             | 六ツ見純代 | 河田貴央 | 増田武史 |
| ED     | 4             | BRIGHTEST LIGHT                         | 可憐GUY's 皆本光一&賢木修二 starring 中村悠一&谷山紀章             | 六ツ見純代 | 藤末樹   | 増田武史 |
| ED     | 6             | DARKNESS NIGHT                          | 可憐GUY's 兵部京介&アンディ・ヒノミヤ starring 遊佐浩二&諏訪部順一 | 六ツ見純代 | 藤末樹   | 増田武史 |
| ED     | 7             | BRAND NEW EDEN                          | 兵部京介 starring 遊佐浩二                                         | 六ツ見純代 | 河田貴央 | 河田貴央 |
| ED     | 8             | ADVENT                                  | 兵部京介 starring 遊佐浩二                                         | 六ツ見純代 | 前口渉   | 増田武史 |
| ED     | 9             | DARKNESS NIGHT（Hyoubu arrange ver.）   | 可憐GUY's 兵部京介&アンディ・ヒノミヤ starring 遊佐浩二&諏訪部順一 | 六ツ見純代 | 藤末樹   | 増田武史 |
| ED     | 10            | 空の涯て                                | eyelis                                                             | 六ツ見純代 | 渡辺翔   | 前口渉   |
| ED     | 11            | DARKNESS NIGHT（Hinomiya arrange ver.） | 可憐GUY's 兵部京介&アンディ・ヒノミヤ starring 遊佐浩二&諏訪部順一 | 六ツ見純代 | 藤末樹   | 前口渉   |
| 挿入歌 | 12            | 未来物語                                | ユウギリ starring 東山奈央                                         | 六ツ見純代 | 設楽哲也 | 川崎里実 |

### 各話リスト（スピンオフ）
| 話数 | サブタイトル                              | 脚本     | 絵コンテ            | 演出                                    | 作画監督                                     |
| ---- | ----------------------------------------- | -------- | ------------------- | --------------------------------------- | -------------------------------------------- |
| 1    | 超常脱獄 -Schooler of deadlock-           | 猪爪慎一 | 五十嵐紫樟          | 五十嵐紫樟                              | たかぎじゅん                                 |
| 2    | 暗殺のメロディ -Ghost of WW2-             | 猪爪慎一 | 田口智久 五十嵐紫樟 | 田口智久                                | Cindy H.Yamauchi                             |
| 3    | 清楚と汚濁 -Queen not a princess-         | 木村暢   | 神保昌登 五十嵐紫樟 | 神保昌登                                | 鳥山冬美、丸山修二 野崎麗子                  |
| 4    | 絶対領域 -Children Territory-             | 猪爪慎一 | 米田和博            | 米田和博                                | 山中正博                                     |
| 5    | ストレンジャーズ -Portrait of the family- | 木村暢   | 北條史也            | 北條史也                                | 山村俊了、大塚あきら 松下純子、鎌田均 小川浩 |
| 6    | 闇、走る -As true as a lie-               | 猪爪慎一 | 神保昌登 五十嵐紫樟 | 神保昌登                                | 石井ゆみ子、深川可純                         |
| 7    | 超能部隊 前編 -Generation ZERO PART I-    | 兵頭一歩 | 山本裕介            | 林明偉                                  | 遠藤大輔                                     |
| 8    | 超能部隊 後編 -Generation ZERO PART II-   | 兵頭一歩 | 田口智久            | 田口智久                                | Cindy H.Yamauchi、田寄雅郁                   |
| 9    | カタストロフ -Pandora's box opens-        | 兵頭一歩 | 北條史也            | 北條史也                                | 山中正博、山村俊了 今岡大                    |
| 10   | 遠い楽園 -Original Sin-                   | 猪爪慎一 | 鈴木利正 五十嵐紫樟 | 米田和博                                | 長屋侑利子、古川信之 白井瑶子、実原登        |
| 11   | 嵐の中のふたり -OUTLAWS-                  | 兵頭一歩 | 神保昌登            | 神保昌登                                | 徳田大貴、松下純子 鎌田均、服部憲知          |
| 12   | 未来へ -LΛST RESOLUTION-                  | 猪爪慎一 | 五十嵐紫樟          | 米田和博、北條史也 田口智久、五十嵐紫樟 | 山本航、田寄雅郁 山村俊了、たかぎじゅん      |

### 放送局（スピンオフ）
| 放送地域       | 放送局             | 放送期間                | 放送日時                     | 放送系列       | 備考                                   |
| -------------- | ------------------ | ----------------------- | ---------------------------- | -------------- | -------------------------------------- |
| 関東広域圏     | テレビ東京         | 2013年1月8日 - 3月26日  | 火曜 1:35 - 2:05（月曜深夜） | テレビ東京系列 | 製作委員会参加                         |
| 大阪府         | テレビ大阪         | 2013年1月9日 - 3月27日  | 水曜 1:35 - 2:05（火曜深夜） | テレビ東京系列 |                                        |
| 愛知県         | テレビ愛知         | 2013年1月10日 - 3月28日 | 木曜 1:35 - 2:05（水曜深夜） | テレビ東京系列 |                                        |
| 岡山県・香川県 | テレビせとうち     | 2013年1月10日 - 3月28日 | 木曜 1:40 - 2:10（水曜深夜） | テレビ東京系列 |                                        |
| 福岡県         | TVQ九州放送        | 2013年1月11日 - 3月29日 | 金曜 2:00 - 2:30（木曜深夜） | テレビ東京系列 |                                        |
| 北海道         | テレビ北海道       | 2013年1月12日 - 3月30日 | 土曜 2:00 - 2:30（金曜深夜） | テレビ東京系列 |                                        |
| 日本全域       | バンダイチャンネル | 2013年1月12日 - 3月30日 | 土曜 12:00 更新              | ネット配信     | 有料会員限定先行配信 最新話6.5日間無料 |
| 日本全域       | ニコニコ生放送     | 2013年1月12日 - 3月30日 | 土曜 22:30 - 23:00           | ネット配信     |                                        |
| 日本全域       | ニコニコチャンネル | 2013年1月12日 - 3月30日 | 土曜 23:00 更新              | ネット配信     |                                        |
| 日本全域       | AT-X               | 2013年1月17日 - 4月4日  | 木曜 21:00 - 21:30           | CS放送         | リピート放送あり                       |
| 日本全域       | バンダイチャンネル | 2013年1月19日 - 4月6日  | 土曜 0:00（金曜深夜） 更新   | ネット配信     | 第1話のみ無料 第2話以降は有料          |

### Blu-ray / DVD（スピンオフ）
| 巻数 | 発売日        | 収録話          | 規格品番  | 規格品番  | 規格品番  | 規格品番  |
| 巻数 | 発売日        | 収録話          | BD限定版  | DVD通常版 | DVD限定版 | DVD通常版 |
| ---- | ------------- | --------------- | --------- | --------- | --------- | --------- |
| 1    | 2013年3月20日 | 第1話 - 第2話   | GNXA-7221 | GNXA-7231 | GNBA-8001 | GNBA-8011 |
| 2    | 2013年4月24日 | 第3話 - 第4話   | GNXA-7222 | GNXA-7232 | GNBA-8002 | GNBA-8012 |
| 3    | 2013年5月29日 | 第5話 - 第6話   | GNXA-7223 | GNXA-7233 | GNBA-8002 | GNBA-8013 |
| 4    | 2013年6月26日 | 第7話 - 第8話   | GNXA-7224 | GNXA-7234 | GNBA-8004 | GNBA-8014 |
| 5    | 2013年7月31日 | 第9話 - 第10話  | GNXA-7225 | GNXA-7235 | GNBA-8005 | GNBA-8015 |
| 6    | 2013年9月25日 | 第11話 - 第12話 | GNXA-7226 | GNXA-7236 | GNBA-8006 | GNBA-8016 |

## 音楽CD
発売元はいずれもジェネオンエンタテインメントまたはジェネオン・ユニバーサル。

### シングル
主題歌のCDが7枚発売されている（OVAの「☆Seventh★Heaven☆」と「…Out of control…」は両A面として1枚で発売）。

### キャラクターソング
2008年7月23日から2009年1月21日にかけて計8枚が発売された。
1. 1st session 明石薫 starring 平野綾
2. 2nd session 野上葵 starring 白石涼子
3. 3rd session 三宮紫穂 starring 戸松遥
4. 4th session 皆本光一 starring 中村悠一
5. 5th session 兵部京介 starring 遊佐浩二
6. 6th session 梅枝ナオミ starring 藤村歩
7. 7th session 賢木修二 starring 谷山紀章
8. 8th session 柏木朧 starring 浅野真澄、ザ・ダブルフェイス starring 中尾衣里&佐藤利奈

### アルバム
- level 7（ザ・チルドレン starring 平野綾&白石涼子&戸松遥、2009年3月25日、GNCA-1218）
- UNLIMITED ∞（兵部京介+皆本光一+賢木修二 starring 遊佐浩二+中村悠一+谷山紀章、2009年3月25日、GNCA-1219）
- 絶対可憐チルドレン ULTIMATE SONGS（2010年7月28日）
- 絶対可憐チルドレン ALL THE BEST（2010年7月28日）
- 絶対可憐チルドレン STARRING COLLECTION -キャラクターソング集-（2010年7月28日）

### サウンドトラック
テレビアニメのサウンドトラック。音楽は中川幸太郎が担当。
- 絶対可憐チルドレン オリジナル・サウンドトラック
  1. 2008年6月25日発売
  2. 2009年2月25日発売

## ドラマCD
初回限定盤には、「脱着可能!」シール型・オリジナル・マウスパッドが付属された。
- 絶対可憐チルドレン ドラマCD EPS.1st〜和気藹々! 愛と平和が地球を救う!〜（2008年9月25日、GNCA-1171）
  - コメリカからやってきた複合能力者ジャニス・ウッドストックとの戦いを描く。彼女の攻撃を受けた者は人格を強制的に変えられ、ラブ＆ピース（愛と平和）な歌を歌い踊るようになる。
  - 収録曲
    - シュ・ビ・ドゥ BABEL（歌:桐壺帝三&柏木朧 starring 小杉十郎太&浅野真澄、作詞:くまのきよみ、作曲・編曲:岩崎文紀）
    - あのね、オトコノコ（歌:花井ちさと starring 福原香織、作詞:くまのきよみ、作曲・編曲:澤口和彦）
- 絶対可憐チルドレン ドラマCD EPS.2nd〜波濤万里!カリブの熱き風〜（2008年12月26日、GNCA-1172）
  - 大戦中に第3帝国で超能力軍事研究を行っていたパラシオス教授が、研究を完成させる為に皆本と賢木を拉致。大戦中にパラシオス教授の研究に参加したことがある兵部は彼を調査するが…。
  - 収録曲
    - のよっ!うぉー禁とーく（歌:マッスル大鎌 starring 三宅健太、作詞:くまのきよみ、作曲・編曲:澤口和彦）
    - ア・ブ・ナ・イ Jewelry Heart（歌:澪 starring 釘宮理恵、作詞:くまのきよみ、作曲・編曲:岩崎文紀）
- 絶対可憐チルドレン ドラマCD EPS.3rd〜一意奮闘!蕾見ばーちゃんの絶対love×love教室〜（2009年3月25日、GNCA-1173）
  - 薫の夢の中で、皆本とナオミが急接近。それは皆本が「ワイルド・キャット」の主任になっている夢だった。薫はただの夢の話だと思いきや…。
  - 収録曲
    - 微睡（まどろみ）Gravy Lips（グレイビー・リップス）（歌:蕾見不二子 starring ゆかな）
    - 職場恋愛（あい）おぼえていますか?（歌:谷崎一郎&梅枝ナオミ starring 家中宏&藤村歩）

## ラジオ
2008年6月25日から2009年3月25日まで隔週水曜日にアニメイトTVで配信されたテレビアニメとの連動番組。パーソナリティは白石涼子、戸松遥、小杉十郎太の3人。

## ゲーム

### カードゲーム
アニメをベースに「絶対可憐チルドレンTCG」として販売。
1. 第1弾 破壊の女王 〜クイーン・オブ・カタストロフィー〜（2008年9月4日）
2. 第2弾 光速の女神 〜ライトスピード・ゴッデス〜（2008年11月20日）
3. 第3弾 禁断の女帝 〜アンタッチャブル・エンプレス〜（2009年2月26日）
  - エントリーボックス購入特典に原作者の描き下ろしカードが1枚同梱、ブースターBOX購入特典に全1種のカードが1枚同梱。

この他、『週刊少年サンデー』と『週刊少年マガジン』の50周年合同企画の「サンデーVSマガジンTCG」にも登場するが、こちらは原作をベースとしている。

### コンピューターゲーム
アニメをベースとした以下の作品が発売されている。
絶対可憐チルドレンDS 第4のチルドレン
ニンテンドーDS専用のゲームソフト。コナミデジタルエンタテインメントより2008年9月4日に発売。ジャンルは「育成シミュレーションRPG」。原作8巻までの内容の翻案に、ゲームオリジナルのキャラクター・ドリーの話が多少からむ。プレイヤーは皆本光一になり、チルドレン達を指導しながら任務を遂行する。本編は主にバベルの敷地内で情報を集めるパートと実際にミッションを遂行するパートからなり、ミッションを達成する毎にストーリーが進んでいく。ミッションを遂行するパートでは3-10画面程度のフィールドを探索ながらそこで出会うパンドラのメンバーや普通の人々と戦う。なお操作はほぼ全てタッチペンで行う。
このゲームの特徴は戦闘にある。戦闘はターン制で、チルドレン達は超能力により敵と戦うが、プレイヤーは大まかな指示しか選べず、具体的にどの超能力を使うのかはチルドレン達が自己決定する。ただしチルドレン達はプレイヤーの指示に素直に従うとは限らない。プレイヤーが指示を選択する際に左右に動くフィーリング・ゲージ現れ、これを右で止めれば止めるほどチルドレンは指示に従いやすいという仕様である。また戦闘時にチルドレンとの会話が発生し、これも指示への従いやすさや信頼度に影響する。

絶対可憐チルドレン アナザーセンス
公式携帯サイトで配信されていたアドベンチャーノベルゲーム。アニメ版の脚本家猪爪慎一がシナリオを書き下ろしている。基本的にアニメ版のストーリーをバベル、パンドラ双方の視点からなぞっていくが、選択肢によってアニメ版とは異なる顛末が描かれるマルチシナリオが採用されている。
この他、『週刊少年サンデー』と『週刊少年マガジン』の50周年合同企画の以下のゲームにも登場するが、こちらは原作をベースとしている。いずれもコナミデジタルエンタテインメントから発売。
- サンデー×マガジン 熱闘!ドリームナイン（ニンテンドーDS用）
- サンデーVSマガジン 集結!頂上大決戦（PlayStation Portable用）
- サンデー&マガジン WHITE COMIC（ニンテンドーDS用）